# Mariama Mamoudou Ittatou
Mariama Mamoudou Ittatou (sinh ngày 23 tháng 7 năm 1997) là một vận động viên chạy nước rút người Niger. Cô đã tham dự Thế vận hội Mùa hè 2016 trong sự kiện 400 mét nữ; thời gian của cô là 54,32 giây trong lượt chạy không đủ điều kiện đê cô vào bán kết.